# فوکس ۹۶۳۸
سیارک ۹۶۳۸ (به انگلیسی: 9638 Fuchs، نامگذاری:1994PO7) نه هزار و ششصد و سی و هشتمین سیارک کشف شده‌است که در ۱۰ اوت ۱۹۹۴ کشف شد.
قدر مطلق سیارک برابر ۱۴٫۵۰ است.